# Sometent
|  | Per a altres significats, vegeu «Lo Somatent». |

El sometent fou en els seus inicis una organització paramilitar d'autoprotecció civil típicament catalana, separada de l'exèrcit, per a la pròpia defensa i la defensa de la terra en temps de conflicte bèl·lic.
Actualment dissolt a Catalunya des de 1978 pel Senat espanyol, la institució del sometent s'ha mantingut tanmateix en el costum del Principat d'Andorra, legalitzada amb l'aprovació de la Llei 28/2022, del 14 de juliol, qualificada de protecció civil.

## Funcionament
Davant qualsevol fet delictiu, tot home i dona tenia l'obligació de cridar amb crits de «¡Via fora!» per aixecar la clamor del sometent. Tenien l'obligació d'acudir al toc de sometent tots els homes menors de 60 anys i majors de 16. Les despeses anaven a raó de meitat i meitat, l'una pel Senyor feudal i l'altra pel Comú. Posteriorment el sou els fou garantit pel govern mitjançant els impostos municipals i cada membre s'ocupava de mantenir en bon estat la seva arma (normalment un trabuc) a casa.
Si la clamor no s'aixecava es convocava amb uns tocs de campana, o també en situacions d'emergència es convocava a la plaça major del poble o davant l'església, mitjançant l'anomenada «crida del llibret» i d'allí es repartien seguint les instruccions del seu cap, ja fos formant patrulles ja fos anant a encalçar els atacants en grup. La defensa de nuclis rurals, majoritàriament contra bandolers i malfactors, es veié també exercida amb efectivitat pel sometent. Quan els pobles s'agrupaven per a garantir la seva pròpia seguretat, ho feien per mitjà del jurament sagramentat, que formà un romanço (al segle xix) que diu així:
Via fora i vagin fora,

causadors d'infinit mal!

Via fos sagramental!

Nova gent ara ens ha eixida

que, amb l'excusa de carlins

els diners o bé la vida

ens demanen pels camins.

Escombrem-los de seguida,

si no, ens posen el dogal.

Via fos sagramental!

Com si no fos prou la guerra,

ara ens porten nous perills

aquests lladres de la terra

i del pa dels nostres fills.

En són plens el pla i la serra,

els barrancs i el camí ral.

Via fos sagramental!

Vagin fora i sens ajuda

tant de lladre i mala gent,

que emprendran la correguda

en sentir el Sometent.

Correm tots a la batuda,

amb garrot, forca o destral!

Via fora i vagin fora,

causadors d'infinit mal!

Via fos sagramental!

## Història

### Orígens medievals
La progressiva coordinació dels camperols i contra les agressions externes dugué a l'establiment del sagramental el 1068 i d'un usatge denominat Princeps namque. Ambdós textos legals configuren el caràcter alhora policial (en l'àmbit local) i militar (en el general) conferit al sometent. Fou institucionalitzat definitivament durant el regnat de Jaume I, al segle xiii.
Els compromesos en el sagramental, doncs, eren cridats –com tot dret feudal– mitjançant fogueres enceses de cim a cim, en forma d'host, a so de corn, toc de trompeta o repic de campanes, o sigui «metent so». D'aquesta última manera, del repic de campanes (o bé so metent), en sorgeix el nom posterior, que preval al de sagramental a partir sobretot del segle xvi, quan el mot sometent substitueix el mot host. De la frase metre so, doncs, se’n deriva el mot sometent. Quan el so era via fora, s'anava a guerrejar fora de la terra. En els segles xvi i xvii adquirí un paper fonamentalment policial —contra bandolers, hugonots i pirates, de fet Barcelona com a ciutat lliure també va arribar a cridar a sometent als ciutadans contra algun senyor feudal per defensar ciutadans de Barcelona contra l'abús d'aquest o cavallers— definit per la Constitució de 1561, vigent fins a mitjan segle xvii.

### De Salses a la Guerra dels Segadors
Per tal de reprendre Salses, el virrei Comte de Santa Coloma usà el Sometent General el desembre de 1639, i amb l'exèrcit del Marquès de los Vélez amenaçant el Principat, el 28 de setembre de 1640 es tornà a aixecar Sometent General, aquest cop contra l'exèrcit hispànic. Finalment el setembre de 1649 davant la invasió de l'exèrcit de Garay, les autoritats franceses van proclamar el Sometent General, aixecant homes fins i tot al Rosselló i Cerdanya. Però si el Sometent General mobilitzava a tot el país, també es convocaven sometents més locals. El setembre de 1640 el sometent s'ajuntà a les tropes franceses en socors d'Illa, el març de 1642 els Sometents del Vallès i Osona contribuïren a la derrota de l'exèrcit de Pedro de Aragón a la batalla de Montmeló. El 1646 es produí una altra mobilització general i el sometent es reuní a Cervera per tal de recolzar les tropes franceses. En aquest cas, el Virrei Harcourt feu formar les companyies de les diverses poblacions en terços. Encara el 1649 davant la invasió de Juan de Garay es mobilitzà de nou el sometent, indicant la Diputació del General que s'havien aixecat 6.092 infants, dels que només una part va quedar formada en terços i la gran majoria només estava organitzada en companyies. El 1651 alguns sometents es reuniren a Cervera per protegir la ciutat de l'avanç de les tropes de Mortara. En veure que les tropes hispàniques es dirigien a Barcelona, algunes companyies aconseguiren introduir-se a la ciutat abans que comencés el setge. L'any següent La Mothe-Houdancourt en decretà una nova mobilització general i les tropes del sometent fustigaren als hispànics pels voltants de Barcelona. Així per exemple, el 12 de maig de 1652 Girona aixecava el Sometent per combatre els partidaris d'Espanya que feien incursions al voltant de la ciutat mobilitzant 60 homes. De fet a la fi de gener de 1652 s'aplegaren uns 4.000 infants del sometent al voltant de Barcelona. Estaven formats en 9 terços de les vegueries encara lliures de l'ocupació hispànica. Encara l'agost, Gabriel de Pinós tornarà a arreplegar els sometents que combatran a la batalla de Valldonzella el 4 de setembre. De fet el nombre de sometents que s'aixecaren en el conflicte és massa elevat per ésser detallat amb exactitud. El que és clar és que la formació del Batalló no evità en la pràctica la mobilització per via del sometent.

### Guerra de Successió

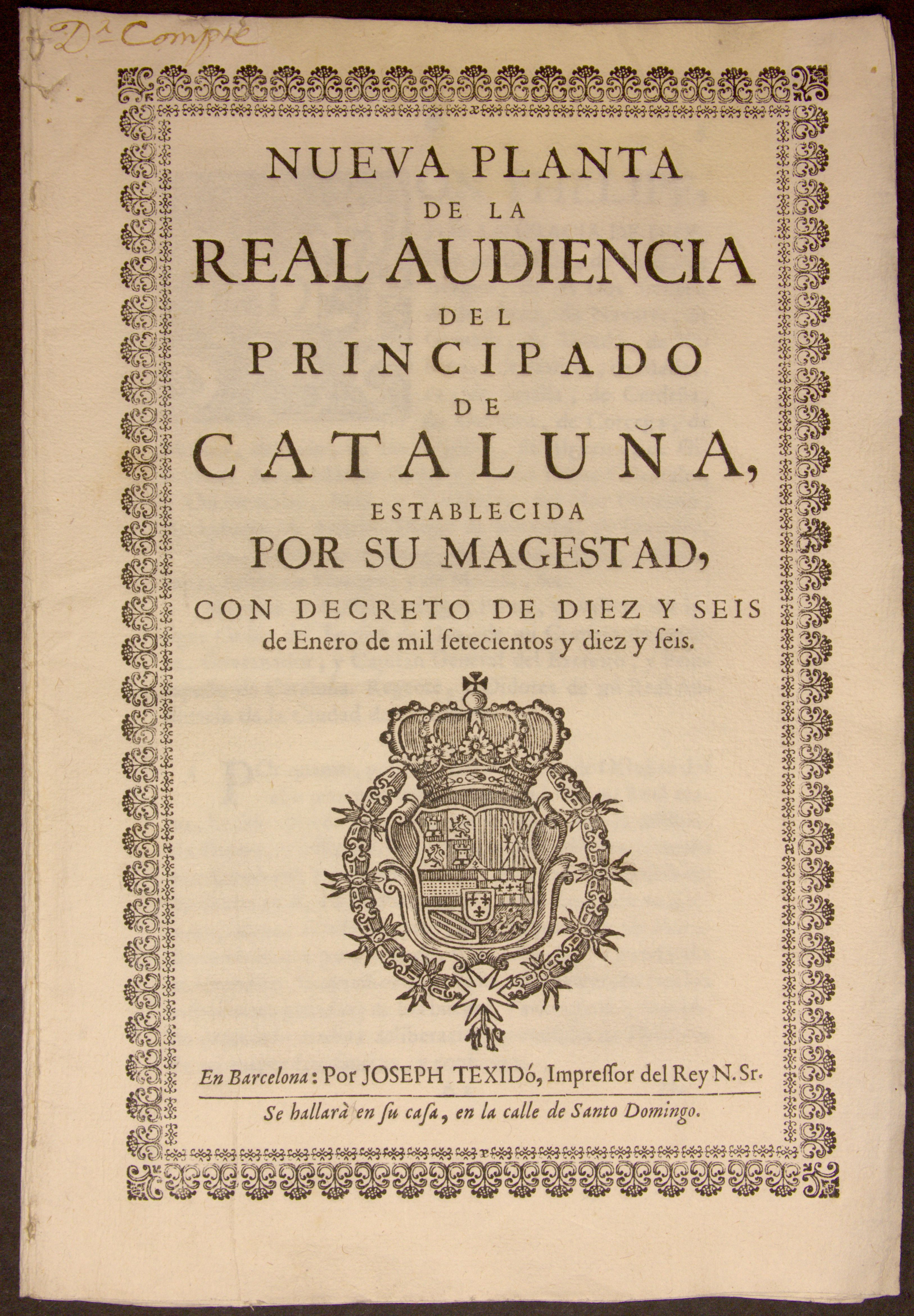
El Decret de Nova Planta va suprimir el sometent.

El Sometent es decantà del bàndol austriacista durant la Guerra de Successió al tron espanyol, però la derrota de l'arxiduc Carles sentencià el seu futur més proper.

### Prohibició de la secular institució militar catalana del 'sometent'
Arran de la desfeta de 1714 a la Guerra de Successió, Felip V d'Espanya decidí el desarmament total dels catalans. A tal fi, i dins d'aquesta estratègia el sometent fou prohibit per l'article 39 del  Decret de Nova Planta de la Reial Audiència de Catalunya. Poc abans, el cap d'aquest cos havia estat el general Moragues, que fou executat per decapitació en acabar la contesa.
| « | 39- Por los inconvenientes que se han experimentado en los sometens, y juntas de gente armada, mando que no haya tales sometens, ni otras juntas de gente armada, so pena de ser tratados como sediciosos los que concurriesen o interviniesen. | » |

### Guerra Gran
El sometent fou restablert, malgrat la supressió que establia el decret de Nova Planta, el 1794 per Luis Firmin de Carvajal, el comte de la Unión durant la Guerra Gran, i que a la seva mort van estar al càrrec de José de Urrutia. Es van restablir a causa de la mala situació de l'exèrcit regular, i la seva participació al final de la guerra va contenir el front, que es va estabilitzar a l'Empordà. Semblantment ocorregué amb el cos dels miquelets.

### Guerra del Francès
Fou novament usat durant la Guerra del Francès (1808-1814), en contra dels francesos a Roses, Barcelona i Tarragona. El sometent d'Igualada i Manresa tingué un paper important a la batalla del Bruc.

### Guerra dels Set Anys o Primera Guerra Carlina
La Primera Guerra Carlina, la revolta dels carlins l'any 1833 i l'existència d'un creixent bandolerisme a la ruralia catalana motivà, novament, que el sometent actués al servei del govern en les tasques de seguretat i manteniment de l'ordre públic compartint esforços amb els Mossos d'Esquadra i la Guàrdia Civil.
El 1855 fou refet pels grans propietaris rurals, amb el nom de Sometent Armat de la Muntanya de Catalunya i adoptà el lema de «Pau, pau i sempre pau». D'aleshores ençà, el sometent adquirí un caràcter de cos auxiliar de l'ordre públic en l'àmbit rural, destinat a protegir els dominis dels grans propietaris dels assalts dels trabucaires.

### Segona extinció (1873)
La I República Espanyola, veient en el sometent un cos marcadament conservador i aliè als aires revolucionaris que es volien imposar al país, en decretà altra vegada la supressió, però la Restauració borbònica d'Alfons XII el reorganitzà sobretot amb vista a reprimir l'aixecament carlí a la Tercera Guerra Carlina.
Les Bases de Manresa reservaven al sometent una important tasca, que no es va arribar a dur a terme per no ser aplicades.

### El sometent alseglexx
El sometent actuà al costat de les autoritats en diverses ocasions. Així, per exemple, col·laboraren en la detenció de Francesc Ferrer i Guàrdia (1909) i en contra dels vaguistes a Alella, en els anys precursors de la dictadura de Primo de Rivera. Durant aquesta dictadura, a més, Primo de Rivera intentà, fracassadament, d'estendre la figura del sometent a la resta de l'Estat. L'any 1923 es produí a Terrassa l'assalt a la Caixa d'Estalvis de Terrassa per part d'uns anarquistes; en aquest assalt va resultar mort el sometent terrassenc Joan Castella i Españó, en el seu intent d'impedir l'atracament.
El 1931 és dissolt de nou per la Segona República Espanyola, però es restablí el 1936 en esclatar la guerra. Acabada la guerra, es dissol novament el sometent.
La dissolució del sometent no fou per gaire temps, car l'any 1945 el general Francisco Franco el reorganitza, sota el nom de Somatén Armado amb la principal finalitat de combatre els maquis. Així, el sometent Abel Rocha posà fi a les accions de l'anarquista Quico Sabaté a Sant Celoni, el 1960. El seu caràcter conservador, tot i així, no feu que el dictador el reimplantés del tot: bàsicament es repartí per 297 pobles de menys de 10.000 habitants, va aplegar un total de 4.344 individus que, l'any 1978, van ser acomiadats. Finalment, és dissolt definitivament pel Senat espanyol el 1978.

## Sometent a Andorra
Al Principat d'Andorra, la institució del sometent s'ha mantingut en el temps, en el marc de les seves funcions històriques i tradicionals. L'últim cop en què fou convocat va ser durant els aiguats del 1982, durant els quals els ciutadans foren cridats pels comuns a efectuar tasques de protecció civil. El 2022, fou finalment reconeguda per la Llei 28/2022, del 14 de juliol, qualificada de protecció civil, conservant exclusivament la seva competència en matèria de protecció civil, sense renunciar però a «les funcions que ha tingut atribuïdes històricament i segons el costum».